# Addome (anatomia)
L'addome è la cavità corporea che, assieme alla cavità toracica, costituisce il cosiddetto celoma. È delimitata anteriormente dalla parete addominale anteriore, è chiusa in alto dal diaframma che la separa dalla cavità toracica e si continua inferiormente con la cavità pelvica. Vi sono contenuti gli organi dell'apparato digerente. La cavità addominale è rivestita interamente da una membrana sierosa detta peritoneo.

## Anatomia topografica
La cavità addominale può essere divisa in regioni:
esse sono tracciate da 2 linee immaginarie verticali, la linea emiclaveare o epiclavipubiche destra e sinistra, che passano a metà della clavicola e scendono giù fino alla sinfisi pubica, e da 3 linee immaginarie orizzontali, la linea basisternale (dove finisce lo sterno, quindi in corrispondenza del processo xifoideo), la linea sottocostale (all'altezza della decima costa), e infine la linea basiliaca, che passa per le due spine iliache antero-superiori dell'osso iliaco. 
Avremo così una fascia compresa tra la linea basisternale e la linea sottocostale, suddivisa in tre regioni dalle due linee emiclaveari: la regione centrale o mediana si chiama epigastrio, mentre le due laterali prendono il nome di ipocondrio di destra e ipocondrio di sinistra. Gli organi che si trovano negli ipocondri sono protetti dalla gabbia toracica; invece gli organi nell'epigastrio non sono protetti, anche se i pugili riescono a sviluppare una resistenza muscolare analoga alla gabbia toracica.
Proseguendo verso il basso troviamo una seconda fascia, compresa tra la linea sottocostale e la linea bis-iliaca, in cui le due linee emiclaveari delimitano tre regioni: una centrale, detta regione ombelicale o mesogastrio, e due laterali, cioè il fianco, o regione lombare, di destra e di sinistra.
Infine, l'ultima fascia è compresa tra la linea basiliaca e il tubercolo pubico o la sinfisi pubica. Le due linee emiclaveari individuano in questa fascia tre regioni: quella centrale o mediana è definita ipogastrio, e le due regioni laterali sono la fossa iliaca o regione inguino-addominale di destra e di sinistra.